# Going to California
"Going to California" là bản ballad nhạc folk được ban nhạc rock Led Zeppelin thu âm cho album thứ tư của họ (1971). Năm 2012, tạp chí Rolling Stone xếp "Going to California" đứng thứ 11 trong danh sách các ca khúc hay nhất của ban nhạc này.
Ca khúc được phóng tác theo dân ca truyền thống của Anh, với phần hát bởi Robert Plant, guitar acoustic chơi bởi Jimmy Page và mandolin bởi John Paul Jones. Cây guitar được Page thu âm được chỉnh dây khác biệt so với thông thường (D–A–D–G–B–D). Nội dung ca khúc nói về trận động đất mà Jimmy Page, kỹ thuật viên âm thanh Andy Johns và quản lý Peter Grant trải nghiệm khi đang lái xe tại Los Angeles để chuẩn bị cho album Led Zeppelin IV. Khi đó, họ đặt tên ca khúc là "Guide to California" ("Hướng dẫn đi tới California"). Trong bài phỏng vấn tạp chí Spin vào năm 2002, Page cho rằng "vào thời điểm đó, phần ca từ có vẻ hơi kỳ cục, nhưng nó thể hiện đầy đủ con người tôi ở tuổi 22".